# AIM-54 Phoenix
AIM-54 «Фенікс» (англ. AIM-54 Phoenix ) - керована ракета класу "повітря-повітря" великої дальності, оснащена комбінованою (напівактивною/активною) радіолокаційною системою наведення. Ракети даного класу призначалися для захисту авіаносних ударних груп від носіїв протикорабельних ракет великої дальності.
Розроблялася фірмою Hughes Aircraft з 1960 року і стояла на озброєнні ВМС США у 1974-2004 роках . Крім США, поставлялася ВПС Ірану . Носій цієї ракети – палубний перехоплювач F-14 Tomcat .
Виробництвом ракет займалися фірми Hughes Aircraft та Raytheon . Після поглинання фірми Hughes у 1997 році, єдиним виробником ракет є компанія Raytheon.

## Історія розробки
Розробка ракети почалася наприкінці 1960-х років, після припинення проекту ВМС США палубного винищувача Douglas F6D Missileer  з ракетою великої дальності AAM-N-10 Eagle . Роботи над новою ракетою, що одержала у ВМС позначення AAM-N-11, було розпочато компанією Hughes, одночасно з розробкою системи керування вогнем AN/AWG-9. У ракеті, що розробляється, і СКВ використовувалися технології відпрацьовані до цього на ракеті AIM-47 Falcon  і СКВ AN/ASG-18 програми YF-12A ВПС США .
Спочатку, комбінація Phoenix/AWG-9 повинна була стати основним озброєнням палубного F-111B, який планувався як винищувач для завоювання переваги в повітрі і перехоплювач дальньої дії.
У червні 1963 року при зміні системи позначень AAM-N-11 стали позначати як AIM-54A. Льотні випробування дослідного зразка XAIM-54A почалися в 1965 році, а перше перехоплення було успішно виконано у вересні 1966 року. Програма випробувань ракети ще тривала, коли проект розробки F-111B було скасовано, а AIM-54 та AN/AWG-9 були включені до складу озброєння F-14 Tomcat, що взяв на себе роль F-111B.
Перші серійні ракети AIM-54A були відвантажені у 1973 році та були готові до розміщення разом з першою ескадрилією F-14A у 1974 році.

## Бойове застосування

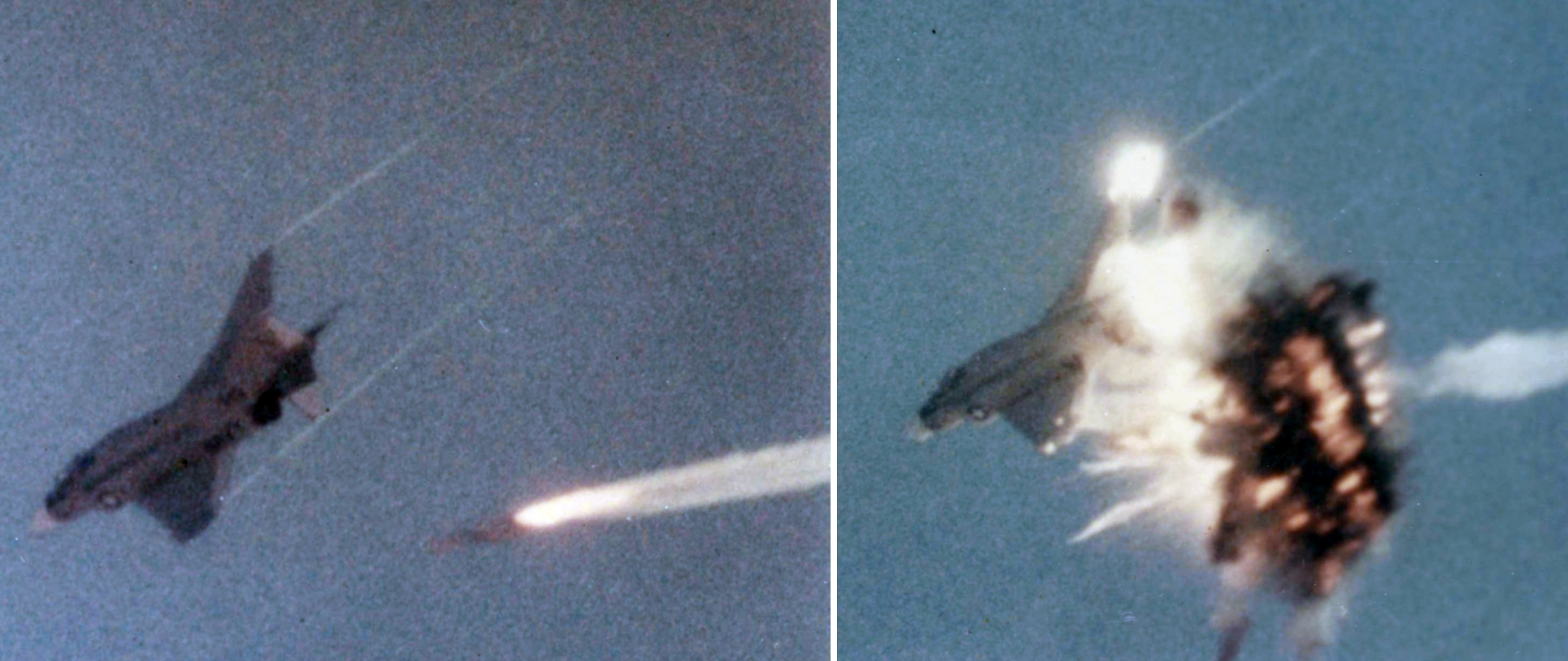
Влучання ракети AIM-54 в безпілотний QF-4 Phantom II

Використовувалися ВПС Ірану в ірано-іракській війні. Зокрема, пілот Мустафа Рустаї випустив 4 такі ракети, отримавши з їх допомогою 3 підтверджені повітряні перемоги (два МіГ-23 та один Міраж) та 1 ймовірну  .

## Експлуатанти
Сучасні
- ВПС Ірану
  - Grumman F-14A Tomcat

Колишні
- ВМС США
  - Grumman F-14A Tomcat
  - Grumman F-14B Tomcat
  - Grumman F-14D Super Tomcat

Планувалося, що ракета AIM-54 встановлюватиметься на винищувач F-15N, який є палубною версією винищувача F-15 Eagle, проте його розробку було припинено.

### Тактико-технічні характеристики
| Модифікація                            | AIM-54A                        | AIM-54B                        | AIM-54C                     | AIM-54C+                    | AIM-54C ECCM/Sealed         |
|                                        |                                |                                |                             | AIM-54C Sealed              |                             |
| -------------------------------------- | ------------------------------ | ------------------------------ | --------------------------- | --------------------------- | --------------------------- |
| Рік початку поставок                   | 1974                           | 1977                           | 1986                        | 1986                        | 1988                        |
| Максимальна дальність пуску, км        | 135                            | 135                            | 150                         |                             |                             |
| Мінімальна дальність запуску           | 3,7 км                         | 3,7 км                         | 3,7 км                      | 3,7 км                      | 3,7 км                      |
| Довжина ракети                         | 4,01 м (13 футів 1,8 дюйма)    | 4,01 м (13 футів 1,8 дюйма)    | 4,01 м (13 футів 1,8 дюйма) | 4,01 м (13 футів 1,8 дюйма) | 4,01 м (13 футів 1,8 дюйма) |
| Діаметр корпусу ракети                 | 381 мм (15 дюймів)             | 381 мм (15 дюймів)             | 381 мм (15 дюймів)          | 381 мм (15 дюймів)          | 381 мм (15 дюймів)          |
| Розмах крила                           | 925 мм (36,4 дюйми)            | 925 мм (36,4 дюйми)            | 925 мм (36,4 дюйми)         | 925 мм (36,4 дюйми)         | 925 мм (36,4 дюйми)         |
| Розмах кермів                          | 925 мм (36,4 дюйми)            | 925 мм (36,4 дюйми)            | 925 мм (36,4 дюйми)         | 925 мм (36,4 дюйми)         | 925 мм (36,4 дюйми)         |
| Стартова маса, кг                      | 453                            |                                | 462                         |                             |                             |
| Максимальна швидкість польоту          | 4,3 М                          | 4,3 М                          | 5 М                         | 5 М                         | 5 М                         |
| Бойова частина                         | Mk82 осколково-фугасна         | Mk82 осколково-фугасна         | WDU-29/B осколково-фугасна  | WDU-29/B осколково-фугасна  |                             |
| Маса БЧ                                | 60 кг (132 фунти)              | 60 кг (132 фунти)              | 60 кг (132 фунти)           | 60 кг (132 фунти)           | 60 кг (132 фунти)           |
| Система наведення                      | Комбінована: ПРЛ ГСН + АРЛ ГСН | Комбінована: ПРЛ ГСН + АРЛ ГСН | ІНС + АРЛ ДСП               | ІНС + АРЛ ДСП               | ІНС + АРЛ ДСП               |
| Відсік БЧ (Warhead Section)            |                                |                                | WAU-16/B WAU-20/B           | WAU-16/B WAU-20/B           | WAU-19/B WAU-21/B           |
| Підривник                              |                                |                                | DSU-28/B                    |                             |                             |
| Навігаційний відсік (Guidance Section) |                                |                                | WGU-11/B                    | WGU-11/B                    | WGU-17/B                    |
| Руховий відсік (Propulsion Section)    | MXU-637/B (WPU-3/B)            | MXU-637/B (WPU-3/B)            |                             |                             |                             |
| Маршовий РДТТ                          | Aerojet Mk 60                  | Aerojet Mk 60                  | Rocketdyne Flexadyne Mk 47  | Rocketdyne Flexadyne Mk 47  | Rocketdyne Flexadyne Mk 47  |
| Блок керування (Control Section)       | DCU-190/B                      | DCU-190/B                      | WCU-7/B                     | WCU-7/B                     | WCU-12/B                    |

## Виробництво
Програма закупівлі США.
| Фінансовий рік (контракт) | Кількість (шт) | сума, млн. $ | Коментар |
| ------------------------- | -------------- | ------------ | -------- |
| 1974 (Lot 1)              | 240            | 93           |          |
| 1975 (Lot 2)              | 340            | 93           |          |
| 1976 (Lot 3)              | 340            | 97           |          |
| 1977 (Lot 4)              | 240            | 105          |          |
| 1978 (Lot 5)              | 210            | 85           |          |
| 1979 (Lot 6)              | 210            | 85           |          |
| 1980 (Lot 7)              | 60             | 106          |          |
| 1981 (Lot 8)              | 210            | 159          |          |
| 1982 (Lot 9)              | 72             | 196          |          |
| 1983 (Lot 10)             | 108            | 231          |          |
| 1984 (Lot 11)             | 265            | 322          |          |
| 1985 (Lot 12)             | 265            | 423          |          |
| 1986 (Lot 13)             | 265            | 326          |          |
| 1987 (Lot 14)             | 205            | 278          |          |
| 1988 (Lot 15)             | 360            | 362          |          |
| 1989 (Lot 16)             | 403            | 394          |          |
| 1990 (Lot 17)             | 420            | 326          |          |

Дуже висока вартість ракет спричинила казус: після закінчення Холодної війни з'ясувалося, що багато пілотів палубної авіації ВМС США за час своєї служби на F-14 жодного разу не здійснювали навчально-тренувальних пусків AIM-54.